# 桂中岳
桂中岳（1938年11月—2025年2月21日），中华人民共和国政治人物，陕西省人大常委会原副主任，中国民主同盟中央委员会原常务委员、陕西省委员会原主任委员，第八、九、十届全国人大代表。